# Ichthyodes rufipes
Ichthyodes rufipes là một loài bọ cánh cứng trong họ Cerambycidae.